# Pheidole impariceps
Pheidole impariceps är en myrart som beskrevs av Santschi 1923. Pheidole impariceps ingår i släktet Pheidole och familjen myror.

## Underarter
Arten delas in i följande underarter:
- P. i. fusciclava
- P. i. impariceps